# 鈴木麻由 (子役)
鈴木 麻由（すずき まゆ、1988年3月17日 - ）は東京都出身の元子役。
妹も元キッズモデルの鈴木麻那。姉妹ともヒラタオフィスに所属していた。

## 人物
1998年、ミュージカル『トラップ一家物語』の一般公募に合格しデビュー。
1999年公開の東宝特撮映画『ゴジラ2000 ミレニアム』で映画初出演。
現在は芸能界を引退しているが、ゴジラ関連の書籍のインタビューには答えたり、イベントに登壇することもある。
幼い頃からピアノを習っており、絶対音感を持っている。

## 出演作品

### 映画
- 『ゴジラ2000 ミレニアム』篠田イオ役[1]

### テレビ
- テレビ東京系『ゴジラTV』マユ隊長[1]
- テレビ東京系『おはスタ』
- TBS系『ジャスト』
- その他バラエティ番組・ワイドショー多数

### CM
- エステー化学（現 エステー）『シャルダンエース』

### 舞台
- ミュージカル『トラップ一家物語』夏公演：四女マルティナ役/秋公演：三女ヨハンナ役

### 雑誌
- キッズデビュー
- 宝島
- ピュアピュア
- ティーンズアイドル
- 宇宙船

他多数